# Cordón espermático
Se le llama cordón espermático a la estructura con forma de cordón que pasa desde el abdomen hacia cada uno de los testículos a través del conducto inguinal, es la continuación del gobernaculum testis.

## Cubiertas
En su recorrido desde el abdomen a los testículos el contenido del cordón espermático va siendo envuelto por capas:
- La fascia espermática interna. Es la más profunda y corresponde a la continuación de la fascia transversalis.
- La fascia cremastérica junto con el músculo cremáster. Es la capa media y corresponde a la continuación del músculo oblicuo menor del abdomen o músculo oblicuo interno (y su fascia).
- La fascia espermática externa. Es la más superficial  y corresponde a la continuación de la aponeurosis del músculo oblicuo mayor del abdomen o músculo oblicuo externo.

## Importancia clínica
El cordón espermático es sensible a torsión, lo que resulta en la rotación del testículo y el corte del suministro de sangre al mismo. La torsión testicular puede terminar en la pérdida del testículo.
Una hernia inguinal indirecta ocurre cuando contenido de la cavidad abdominal protruye por el anillo inguinal inferior hacia el cordón espermático.

## Galería

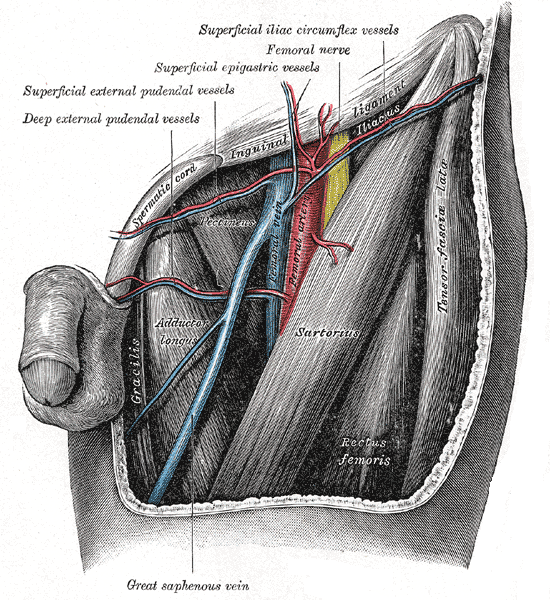
Triángulo femoral izquierdo
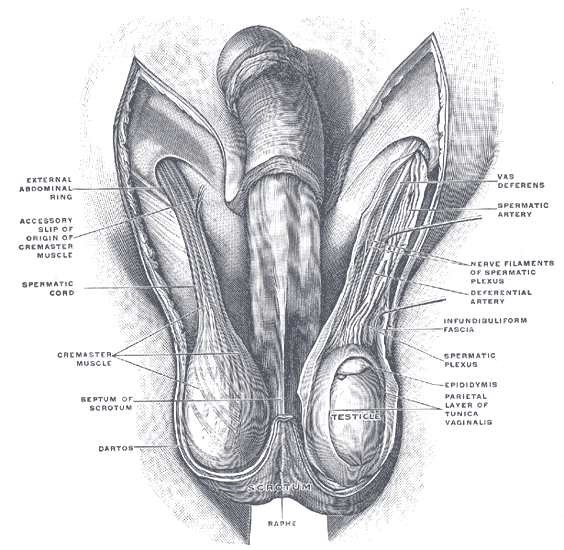
Contenidos del escroto
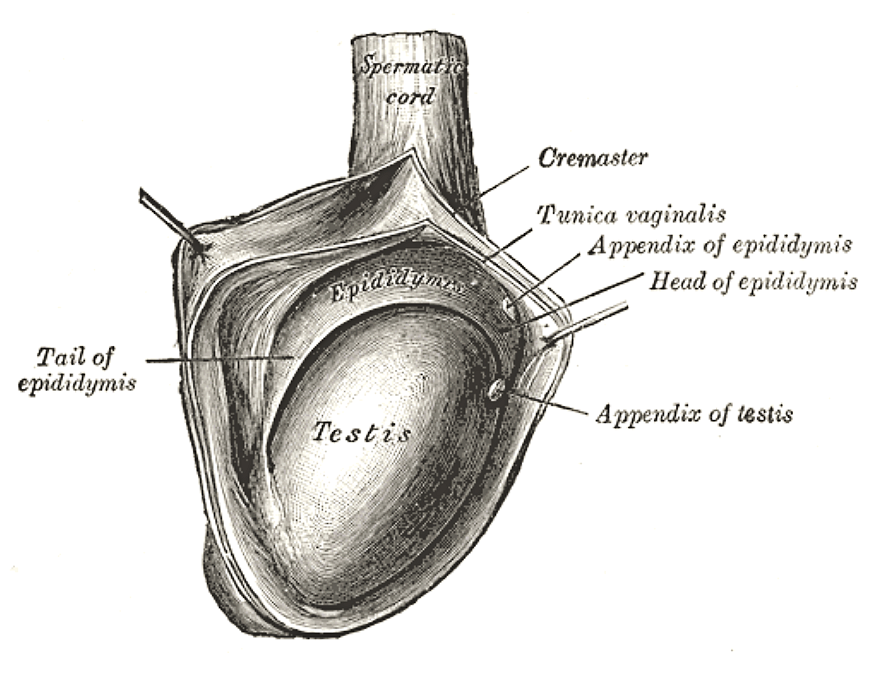
Testículo derecho expuesto